# Anne-Marie Lerme Mingat
Anne-Marie Lerme Mingat, dite « Mimi », née le 6 avril 1918 à Domène et morte le 17 décembre 2017 à Seyssins, est une héroïne de la Résistance pendant la Seconde Guerre mondiale. 

## Biographie

### Jeunesse et entrée en Résistance
Anne-Marie Lerme est la fille de Germain Lerme, fondeur, et de Marthe Lerme, brodeuse.
Son père décède à son quinzième anniversaire. Peu de temps après, Mimi commence une formation pour devenir sténodactylographe. Elle exerce d’abord ce métier pendant un an à « La Dépêche Dauphinoise » entre 1932 et 1933. Puis, elle devient secrétaire de mairie de la commune de Domène de 1933 à 1944, ville où elle habite avec son mari et sa mère, Marthe Lerme. Elle s’engage dans la Résistance dès juin 1940 à la suite de l'armistice signé par Pétain avec l'Allemagne nazie.
Dans la Résistance, Mimi participe à de nombreuses activités. Elle soutient les jeunes réfractaires du STO (Service du travail obligatoire), opère comme agent de liaison pour le maquis du Grésivaudan en transmettant du matériel utile aux résistants, comme des armes ou des explosifs et devient un point de contact extrêmement important pour les familles juives réfugiées — notamment celles en provenance de Paris après la rafle du Vél d’Hiv en juillet 1942. Elle utilise son travail pour leur fabriquer de faux-papiers et documents, ou pour en falsifier. Elle est aidée par Marius Charles, instituteur doménois, qui lui procure un jeu de tampons de la préfecture de l’Isère.
Tout au long de son service à la mairie de Domène, elle détourne discrètement une des missions bien singulière de son poste : apposer le tampon « juif » sur les papiers de toutes les personnes considérées comme telles (cartes d’identité, extraits d’acte de naissance, cartes d’alimentation, etc.). Le maire de la commune de Domène étant vichyssois, cette activité est particulièrement risquée.
Elle contribue ainsi à sauver la vie de nombreux membres du réseau clandestin juif de Grenoble.

### Dissimulation d'une famille juive
À la fin de l’année 1942, elle fait la connaissance de Zizla Przedborski, originaire de Pologne, résidant en France, et fuyant la menace nazie depuis dix ans. En effet, elle arrive avec sa famille en 1933 à Paris, mais ils sont contraints de quitter la ville et de partir pour la région de Toulouse. La région est alors occupée par les nazis et la famille Przedborski doit se rendre à Nice où elle obtient, grâce à un bureau juif d’assistance, un lieu de résidence temporaire à Saint-Gervais. Cette zone de refuge étant à son tour occupée, les Przedborski partent à Lyon, puis aussitôt après à Grenoble, qu’ils doivent également fuir pour finalement s'installer à Domène. 
Zizla Przedborski se rend à la mairie du village pour obtenir des tickets de ravitaillement. Désespérée, malgré l’énorme risque qu'une telle requête pouvait représenter, elle demande à Mimi de cacher sa fille, Félicia Przedborski, alors âgée de 12 ans. Elle témoigne de son sentiment à ce moment-là : « Je ne pensais qu’à trouver une cachette pour ma fille, et ensuite pour nous. La secrétaire de la mairie m’a paru très sympathique, très souriante et très gentille. J’ai eu comme une intuition et sans me rendre compte de ce que je faisais de dangereux, j’ai simplement dit à cette jeune femme charmante : je suis juive, j’ai une fille unique, 12 ans, prenez-la, je vous en supplie car je suis en grand danger. Cette jeune femme merveilleuse a simplement répondu : amenez-moi votre fille, aujourd’hui même. Elle l’a gardée jusqu’à la fin de l’occupation, pendant un an. »
Malgré la désapprobation de son mari, Mimi accepte de s’occuper de l’enfant et lui procure de faux papiers d’identité au nom de Jeanine Chevalier, qu’elle fait répéter à la fillette à de nombreuses reprises pour l’aider à feindre cette nouvelle identité. Avec l’aide de sa mère Marthe Lerme, elle la recueille chez elle jusqu’à la fin de la guerre. Elle trouve également une cachette, surveillée par différents résistants de la région, pour les parents de Félicia. Âgée alors de 24 ans, Mimi présente Félicia comme un membre de sa famille qui aurait des problèmes de santé et elle s’occupe d’elle comme si c’était sa propre fille : elle lui offre un vélo, l’inscrit à l’école et pour être sûre de n’éveiller aucun soupçon sur son identité, elle l’emmène chaque semaine à l’église du village en lui faisant même porter une croix. 
Félicia Przedborski témoigne de toute l’attention et de tout le respect qu’elle a reçu cette année-là, créant son lien si particulier avec Mimi : « Jamais elle ne m’a influencée sur la religion catholique, au contraire, elle me répétait : un jour, tu verras, tu pourras être juive de nouveau, mais maintenant tu dois l’oublier pour te sauver. [...] Quand mes parents sont venus me reprendre à la fin la guerre, je ne savais pas de quel côté je devais aller, c’est-à-dire aller avec mes parents ou rester avec Anne Marie. J’ai adoré Anne-Marie. Elle a été pour moi une vraie mère. Je lui dois tout, elle m’a sauvé la vie ».

### Après guerre
En 1945, elle est secrétaire du CDLN (Comité départemental de libération nationale).
Après la Libération et à la suite de son divorce, Anne-Marie change de nom et part vivre dans une autre ville. La famille Przedborski, quant à elle, part s’établir en Israël et perd le contact avec la résistante. L’action d’Anne-Marie Lerme tombe alors dans l’oubli.
En 1974, Félicia Przedborski se livre à une première tentative pour retrouver Anne-Marie Mingat mais c’est un échec puisque cette dernière a quitté Domène. 
Sept ans plus tard, Félicia Przedborski retourne à Domène et arrive finalement à retrouver sa trace, aidée par une religieuse de la commune. Anne-Marie Mingat part l’année suivante en voyage en Israël pour y revoir son amie.
C'est à la suite de cet évènement qu'Anne-Marie Mingat décide de s’engager dans la transmission du souvenir auprès des jeunes générations, elle intervient dans de nombreux collèges et lycées isérois pour témoigner de son expérience de résistante. 
Ses actions de résistance et son portrait sont présentés au musée de la Résistance et de la Déportation de Grenoble.
Elle meurt le 17 décembre 2017 à Seyssins.

## Distinctions
Le 18 avril 1982, Yad Vashem décerne le titre de « Juste parmi les Nations » à Marthe Lerme et à Anne-Marie Mingat. Celle-ci reçue également la médaille d'or de la ville de Grenoble et le prix de la mémoire du B'nai B'rith.
En avril 2023, à Domène, a été inauguré le Mur du Souvenir en l'honneur de le Résistance dans la région de Domène. L'action de Mimi Lerme  et d'autres résistantes et résistants est enfin portée à la connaissance de la population de Domène.